# قبروت هتأوة
قبروت هتأوة (بالعبرية: קִבְרוֹת הַתַּאֲוָה‏)، قبور الشهوة) هي واحدة من المواقع التي مر بها بنو إسرائيل خلال رحلة التيه بعد الخروج من مصر تقع على بعد 15 ميلًا شمالي شرقي سيناء، ذُكرت في سفر العدد. وفقًا للرواية التوراتية اشتكى بنو إسرائيل فيها بصوت عالٍ من تناول طعام المن والسلوى بشكل مستمر فقط، وطلبوا من موسى أنواع أخرى من الطعام من الأسماك والخضروات والفواكه واللحوم والبقوليات التي تعودوا على أكلها أثناء معيشتهم في مصر. وأتت ريح ساقت الكثير من السلوى من البحر وألقتها في هذه المنطقة، فأكل بنو إسرائيل منها شهرًا فأصابهم وباء قيل أنه الطاعون، فمات عدد غفير منهم.